# 22. srpnja
22. srpnja (22. 7.) 203. je dan godine po gregorijanskom kalendaru (204. u prijestupnoj godini).
Do kraja godine imaju još 162 dana.

## Događaji
- 1099. – Prvi križarski rat: Godefroy de Bouillon izabran za prvog "Zaštitnika Svetoga Groba Gospodnjeg" (lat. advocatus sancti sepulchri) Jeruzalemskog kraljevstva.

- 1456. – Ugarski vojskovođa Janko Hunjadi i sv. Ivan Kapistran nanijeli Turcima težak poraz u bitci kod Beograda.

- 1812. – Napoleonski ratovi: Španjolski rat za neovisnost – Bitka za Salamancu – Britanske snage pod vodstvom Arthura Wellesleya (kasnije imenovan Vojvodom od Wellingtona) nanijele poraz Francuskim snagama pored grada Salamance, Španjolska.

- 1942. – Nacisti započinju masovne deportacije iz Varšavskog geta u logore smrti.

- 1943. – Pokolj u Lovreću; talijanski fašisti (divizija "Bergamo"), Đujićevi četnici i pripadnici SS-divizije pobili 110 Hrvata, 22 je živo zapaljeno.

- 1943. – Savezničke snage zauzimaju talijanski grad Palermo.

- 1995. – Hrvatski predsjednik Franjo Tuđman i predsjednik Bosne i Hercegovine Alija Izetbegović potpisali su Splitsku deklaraciju.

- 2008. – Hrvatski maratonac Veljko Rogošić prvi je plivač u povijesti koji je preplivao Sredozemno more između Sicilije i rta Bon u Tunisu. Trebalo mu je 50 sati i 25 minuta.

| - 356. pr. Kr. – Aleksandar Makedonski, makedonski kralj i veliki antički vojskovođa - 1478. – Filip I. Lijepi, kralj Kastilje i Leona († 1506.) - 1510. – Alessandro de' Medici, vojvoda od Toskane († 1537.) - 1559. – Lovro Brindisijski, talijanski svetac († 1619.). - 1596. – Mihajlo I., prvi ruski car iz dinastije Romanov († 1645.) - 1784. – Friedrich Bessel, njemački astronom i matematičar. († 1846.) - 1799. – Paulina Jaricot, francuska misionarka († 1862.) - 1887. – Gustav Ludwig Hertz, njemački fizičar i nobelovac († 1975.) - 1908. – Ljerko Spiller, hrvatsko-argentinski violinist i glazbeni pedagog († 2008.) - 1923. – Bob Dole, američki političar - 1930. – Josip Frkin, hrvatski katolički svećenik - 1939. – Pajo Kanižaj, hrvatski književnik († 2015.) - 1946. – Danny Glover, američki glumac - 1949. – Muhamed bin Rašid Al Maktum, šeik od Dubaija, predsjednik Vlade Ujedinjenih Arapskih Emirata - 1955. – Willem Dafoe, američki filmski i kazališni glumac - 1970. – Robert Plemić, hrvatski glumac - 1980. – Dirk Kuijt, nizozemski nogometaš - 1987. – Charlotte Kalla, švedska skijašica trkačica - 1992. – Selena Gomez, američka glumica i pjevačica - 1998. – Marc Cucurella, španjolski nogometaš | - 1272. – Henrik I., navarski kralj (* 1244.) - 1461. – Karlo VII. kralj Francuske (* 1403.) - 1540. – Ivan Zapolja, kralj Mađarske (* 1487.) - 1603. — Łukasz Górnicki, poljski humanist, pjesnik i državnik (* 1527.) - 1619. – Lovro Brindisijski, talijanski svetac (* 1559.) - 1676. – papa Klement X. (* 1590.) - 1802. – Xavier Bichat, francuski astronom (* 1771.) - 1826. – Giuseppe Piazzi, talijanski astronom (* 1746.) - 1832. – Napoleon II. Bonaparte, car Francuske (* 1811.) - 1929. – Dragutin Laksar, hrvatski političar i šumarski stručnjak (* 1853.) - 1932. – Errico Malatesta, talijanski anarhist, teoretičar i revolucionar (* 1853.) - 1932. – Reginald Fessenden, američki znanstvenik (* 1866.) - 1934. – John Dillinger, američki pljačkaš banaka (* 1903.) - 1979. – Sándor Kocsis, mađarski nogometaš i trener (* 1929.) - 2008. – Estelle Getty, američka glumica (* 1923.) - 2012. – Fern Persons, američka glumica (* 1910.) |

## Blagdani i spomendani
- Dan grada Čazme
- Dan grada Gospića
- Marija Magdalena